# Brahmanbaria Sadar
Brahmanbaria Sadar è un sottodistretto (upazila) del Bangladesh situato nel distretto di Brahmanbaria, divisione di Chittagong. Si estende su una superficie di 495,85 km² e conta una popolazione di 659.449 abitanti (dato censimento 1991).